# Destination X (2013)
L'édition 2013 de Destination X est une manifestation de catch professionnel télédiffusée et visible pour la première fois en direct sur la chaine Spike TV. Habituellement, Destination X est un PPV disponible uniquement en paiement à la séance. L'événement, produit par la Total Nonstop Action Wrestling, se déroulera le 18 juillet 2013 à la Broadbent Arena à Louisville dans le Kentucky aux États-Unis. Il s'agit de la neuvième édition de Destination X. L'Evènement a été annoncé par Hulk Hogan lors de Slammiversary XI

## Contexte
Les spectacles de la Total Nonstop Action Wrestling en paiement à la séance sont constitués de matchs aux résultats prédéterminés par les scénaristes de la TNA. Ces rencontres sont justifiées par des storylines - une rivalité avec un catcheur, la plupart du temps - ou par des qualifications survenues dans les émissions de la TNA telles que Impact Wrestling et Xplosion. Tous les catcheurs possèdent un gimmick, c'est-à-dire qu'ils incarnent un personnage face (gentil) ou heel (méchant), qui évolue au fil des rencontres. Un pay-per-view comme Destination X est donc un évènement tournant pour les différentes storylines en cours.

### Chris Sabin vs Bully Ray
Lors de Slammiversary XI, Chris Sabin a vaincu Kenny King et suicide dans un Ultimate X match pour gagner son cinquième X Division Championship. Ensuite, Hulk Hogan est sorti et a annoncé à Sabin, que pendant l'été, il peut négocier sur le titre de la X division  pour un match de championnat du monde poids lourds. Lors du Impact du 27 juin 2013 il perd son titre contre Suicide (Austin Aries). La semaine suivante lors de l Impact Wrestling du 4 juillet 2013 il bat Austin Aries et Manic est remporte pour la sixième fois le X Division Championship egalant le record de AJ Styles et Jay Lethal. La semaine suivante Hulk Hogan monte sur le ring et met en avant Chris Sabin. Les Aces & Eights arrivent et Bully Ray conseille à Sabin de ne pas encaisser son opportunité à son titre lors de Destination X. Sabin rappelle alors qu'il est celui qui a fait le tombé victorieux lors du dernier match de la Team 3D et qu'il fera à nouveau le tombé sur Ray à Destination X.

## Matchs de la soirée
| #                                                                | Match                                      | Stipulation                                                                             | Durée |
| ---------------------------------------------------------------- | ------------------------------------------ | --------------------------------------------------------------------------------------- | ----- |
| Dark                                                             | Joseph Park bat Devon                      | Match simple                                                                            | 6:22  |
| 1                                                                | Austin Aries bat Bobby Roode               | Bound for Glory Series match                                                            | 11:56 |
| 2                                                                | Sonjay Dutt bat Petey Williams et Homicide | Triple Threat Match pour être challenger au titre vacant de TNA X Division Championship | 4:06  |
| 3                                                                | Manik bat Chavo Guerrero et Kenny King     | Triple Threat Match pour être challenger au titre vacant de TNA X Division Championship | 4:35  |
| 4                                                                | Greg Marasciulo bat Rockstar Spud et Rubix | Triple Threat Match pour être challenger au titre vacant de TNA X Division Championship | 6:25  |
| 5                                                                | Chris Sabin bat Bully Ray (c)              | Match simple pour le TNA World Heavyweight Championship                                 | 18:44 |
| (c) désigne le(s) champion(s) défendant son titre dans le match. |                                            |                                                                                         |       |